# Das kleine Arschloch und der alte Sack – Sterben ist Scheiße
Das kleine Arschloch und der alte Sack – Sterben ist Scheiße ist ein deutscher Zeichentrickfilm aus dem Jahr 2006 nach den Comics Das kleine Arschloch von Walter Moers. Zugleich ist er die Fortsetzung des 1997 erschienenen Films Kleines Arschloch.

## Handlung
Der „alte Sack“, der Großvater des kleinen Arschlochs, fällt bei Frau Mövenpicks Beerdigung in einen leeren Sarg, wird lebendig begraben und fährt prompt zur Hölle. Das kleine Arschloch will ihn zurückholen, doch der Großvater hat sich bereits eingelebt: Unter nymphomanen Krankenschwestern genießt er sein Nachleben, sauniert und erfreut sich an kühlen Getränken. Auch der Satan, der dem Enkel aufs Haar gleicht, hat sich mit dem „alten Sack“ angefreundet.
Die Befreiungsversuche des Enkels werden gelegentlich von seinen Eltern gestört, aber auch dadurch, dass ein schwules Pärchen in die Wohnung der verstorbenen Frau Mövenpick einziehen möchte. Die Versuche des kleinen Arschlochs, den Großvater zurückzuholen, darunter Beschwörungen und das Klonen von Frau Mövenpicks Hund, bleiben erfolglos. Den Rauswurf aus der Hölle und damit die Rückkehr ins Leben hat der „alte Sack“ sich selbst zuzuschreiben – er ist Atheist.

## Veröffentlichung
Nach mehrmaliger Verschiebung des Starttermins kam der Film am 12. Oktober 2006 in die Kinos. Ursprünglich war der 10. August 2006 als Starttermin vorgesehen. Der Film wurde kommerziell ein Misserfolg und lief nur kurz in den Kinos. Seine Free-TV-Premiere hatte der Film am 30. März 2014 im Nachtprogramm von Pro Sieben.

## Kritiken
Die Kritiken fielen im Vergleich zum ersten Film großenteils negativ aus.

„Der zweite Zeichentrickfilm nach der erfolgreichen Comic-Serie […] setzt mit schwarzem und obszönem Humor auf eine eher spezielle Fangemeinde. Die schlicht animierte Nummernrevue bietet eine Abfolge infamer und blasphemischer Einfälle, deren pubertäre Provokationen jedoch keinerlei befreiende Wirkung erzeugen.“

„Regisseur Michael Schaack (Dieter – Der Film) zeigt sich auch diesmal der Vorlage von Walter Moers verpflichtet und arbeitet mit einem einprägsam reduzierten visuellen Stil, der den Dialogwitz von Moers in den Vordergrund stellt. Dem gewinnt Helge Schneider, der erneut den Großvater spricht, noch einige zusätzliche Nuancen ab.“

„Keine Frage, es war ein Spaß, als das kleine Arschloch einst dem politisch korrekten Zeitgeist den Marsch blies. Doch zehn Jahre nach dem ersten Film und unzählige Tabubrüche später müffeln die neuen Stänkereien gegen Alte, Schwule und Rollstuhlfahrer. Ebenso abgestanden sind die Pipi- und Kaka-Gags. Das kleine Arschloch altert vielleicht nie. Sein Humor schon. So witzig, originell und provozierend wie ein Furzkissen.“